# 혈육애
"혈육애"는 1976년에 개봉한 대한민국의 영화이다.

## 캐스팅
- 이화시
- 김원섭
- 최불암
- 전양자
- 현석
- 조재성
- 박암
- 박규채
- 주선태
- 한은진
- 최성호
- 이경희
- 이경아
- 장영숙
- 추석양
- 나점옥
- 김정철
- 여포
- 문미봉
- 김소조
- 박일
- 임해림
- 라갑성
- 마도식
- 김승남
- 최준
- 최일
- 최재호
- 최창호
- 최성규
- 윤일주
- 박병기